# Museu de Aviação de Temora
O Museu de Aviação de Temora é um museu de aviação localizado em Temora, Nova Gales do Sul, na Austrália. Criado em 1999, baseou-se numa colecção de aviões antigos de David Lowy. Lowy continua a ser presidente e fundador do museu, que é gerido por um comité composto por quatro pessoas. O museu é a casa de muitas aeronaves histórias, tanto da Segunda Guerra Mundial como da Guerra do Vietname.